# 瓜永卡約克山
9°12′33″S 77°00′36″W / 9.20917°S 77.01000°W
瓜永卡約克山（Wayunkayuq），是秘魯的山峰，位於該國北部安卡什大區，由安東尼奧雷蒙迪省的聖胡安德龍托伊區負責管轄，屬於安地斯山脈的一部分，海拔高度4,200米。